# Rob Bourdon
Robert Gregory Bourdon (Calabasas, 20 januari 1979) is een Amerikaans muzikant. Hij is bekend als de voormalige drummer van de rockband Linkin Park. Hij was het jongste lid van het sextet.

## Biografie
Bourdon werd geboren in Calabasas (Californië) en woont tegenwoordig in Los Angeles. Hij begon met drummen op tienjarige leeftijd. In zijn tienerjaren speelde Bourdon in verschillende bands met zijn vrienden. Rond deze tijd ontmoette op de middelbare school Brad Delson, die hem ook voorstelde aan Mike Shinoda. Samen richtten zij de band Relative Degree op, met als doel in het het Roxy Theatre te spelen. Toen dit doel bereikt was, ging de band uit elkaar. De samenwerking hield echter niet op, het drietal begonnen met Dave Farrell, Mark Wakefield en Joseph Hahn, die de drietal via Shinoda had leren kennen, de nieuwe band Xero. Bij het oprichten van de band, waren de verwachtingen hoger dan bij Relative Degree en was het doel een platencontract te bemachtigen. Na het vertrek van Wakefield, sloot Chester Bennington zich bij de groep aan en eind 1999 sloot de band in de nieuwe naam Linkin Park een contract bij Warner Bros..
In 2000 bracht de band Hybrid Theory uit, dat het best verkochte album van 2001 werd. In 2002 werd de remixalbum Reanimation uitgebracht en een jaar later lag het tweede studioalbum in de schappen onder de titel Meteora. Op dit album is het drumspel van Bourdon gevarieerder. Zo lag de nadruk op single Breaking the Habit op de snelle drums, terwijl hij de ballad Easier to Run het moeilijkste nummer vond om te spelen. Na een relatieve rustperiode in 2005, begon de band in 2006 langzaamaan te werken aan het derde album Minutes to Midnight. Onder leiding van Rick Rubin, kreeg elke bandlid een harde schijf mee om zelfgemaakte muziek erop op te slaan. Deze nieuwe aanpak, resulteerde in een aantal van over de honderd nummers. In de Making of Minutes to Midnight speelt Bourdon een gedeelte van een door hem gecomponeerde nummer op de piano, dat het album niet had gehaald. Een ander nummer van Bourdon dat het album wel haalde, was The Little Things Give You Away, een nummer dat gebouwd is om het drumgedeelte in de brug.

## Persoonlijk leven
Tijdens de vele jaren van tours en albums bleef Bourdon relatief bescheiden in de media en houdt hij zijn privéleven grotendeels buiten de schijnwerpers. Hij wordt door zijn bandleden omschreven als een rustige en bedachtzame persoonlijkheid, met een diepe toewijding aan zijn muziek en band. Bourdon is joods, net als Linkin Park-gitarist Brad Delson. Volgens Mike Shinoda dragen Bourdon en Delson geen tatoeages vanwege hun geloof.

## Discografie

### Met Linkin Park
Studioalbums
- Hybrid Theory (2000)
- Meteora (2003)
- Minutes to Midnight (2007)
- A Thousand Suns (2010)
- Living Things (2012)
- The Hunting Party (2014)
- One More Light (2017)

Remixalbums
- Reanimation (2000)
- Collision Course (2004)

Ep's
- Xero Sampler Tape (1997, als Xero)
- Hybrid Theory (1999)
- Songs from the Underground (2008)

### Solo
- It's Goin' Down (2002, X-Ecutioners featuring Mike Shinoda, Joe Hahn and Rob Bourdon from Linkin Park)

Emily Armstrong · Chester Bennington · Rob Bourdon · Colin Brittain · Brad Delson 
Dave Farrell · Joe Hahn · Scott Koziol · Mike Shinoda · Mark Wakefield
- International Standard Name Identifier: 0000 0000 5597 6677
- MusicBrainz: f1dd0051-5578-45a7-a733-03113626407f
- Nationale Bibliotheek van Tsjechië: ola2002152805
- Virtual International Authority File: 84965881